# خلیج ازمیت

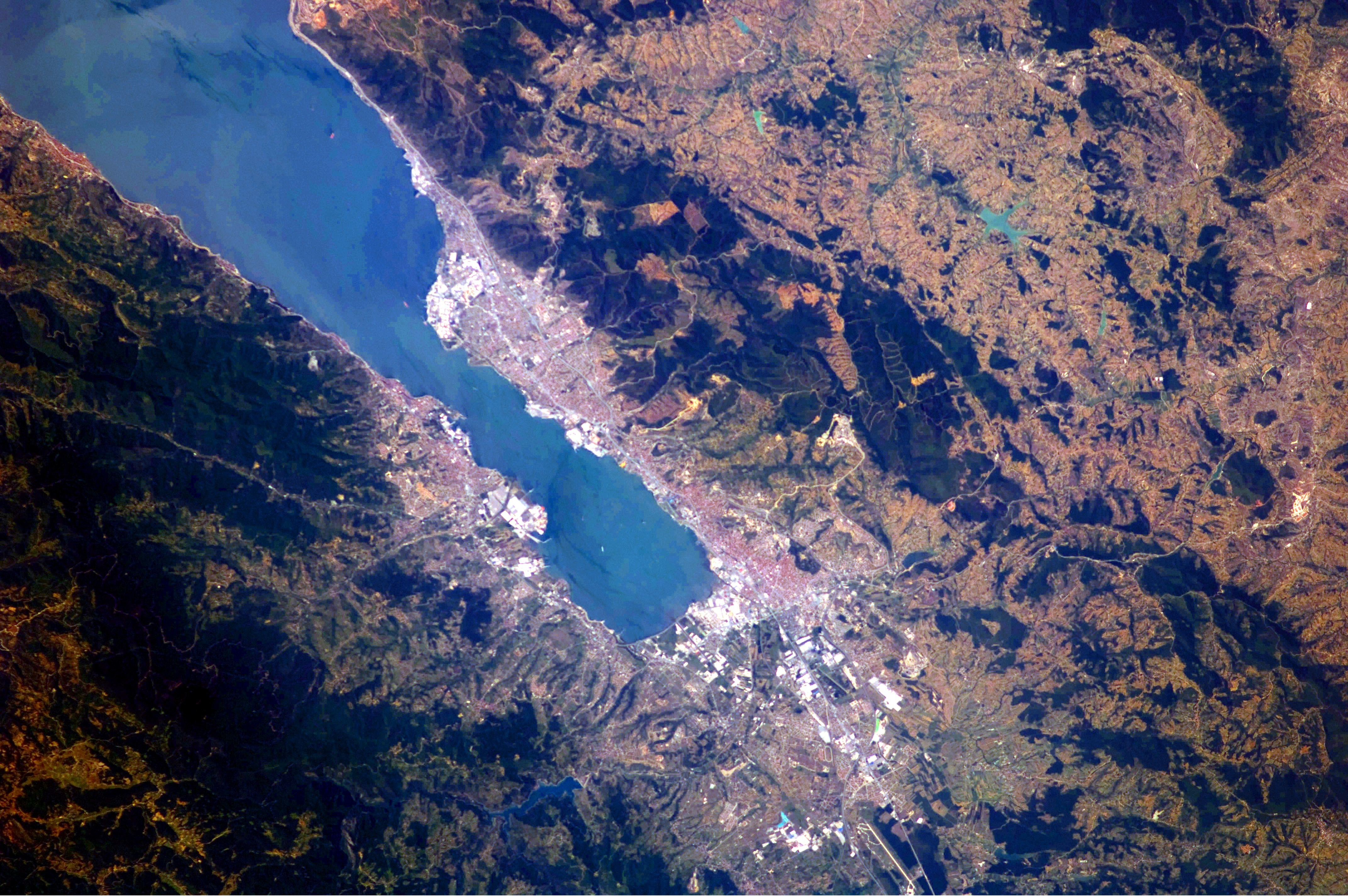
خلیج ازمیت

خلیج ازمیت (به ترکی استانبولی: İzmit Körfezi) یک خلیج در شرقی ترین لبه دریای مرمره در استان قوجاایلی در کشور ترکیه است. نام این خلیج از شهری به نام ازمیت گرفته شده و از دیگر شهرهای اطراف این خلیج میتوان به گبزه، کورفز، گولجوک و آلتینوا اشاره نمود. 